# Priest Lauderdale
Pour les articles homonymes, voir Lauderdale.
Priest Lauderdale, né le 31 août 1973 à Chicago dans l'Illinois, est un joueur américain naturalisé bulgare de basket-ball. Il évolue au poste de pivot.